# 21661 Olgagermani
21661 Olgagermani (1999 RA) là một tiểu hành tinh vành đai chính được phát hiện ngày 1 tháng 9 năm 1999 bởi G. Masi ở Ceccano, Ý.